# Afton (Oklahoma)
Pour les articles homonymes, voir Afton.
La ville d’Afton est située dans le comté d’Ottawa, dans l’État de l’Oklahoma, aux États-Unis. Sa population s’élevait à 1 049 habitants lors du recensement de 2010, estimée à 1 050 habitants en 2015.

## Source
- (en) Cet article est partiellement ou en totalité issu de l’article de Wikipédia en anglais intitulé « Afton, Oklahoma » (voir la liste des auteurs).